# Розтокі (Нижньосілезьке воєводство)
Розтокі (пол. Roztoki, нім. Schönfeld) — село в Польщі, у гміні Мендзилесе Клодзького повіту Нижньосілезького воєводства.
Населення — 439 осіб (2011).
У 1975-1998 роках село належало до Валбжиського воєводства.

## Демографія
Демографічна структура станом на 31 березня 2011 року:
|          | Загалом | Допрацездатний вік | Працездатний вік | Постпрацездатний вік |
| -------- | ------- | ------------------ | ---------------- | -------------------- |
| Чоловіки | 220     | 53                 | 149              | 18                   |
| Жінки    | 219     | 47                 | 128              | 44                   |
| Разом    | 439     | 100                | 277              | 62                   |